# 계갑일록 및 관련문서
계갑일록 및 관련문서(癸甲日錄 및 關聯文書)는 경기도 화성시에 있는 조선시대의 문서이다. 2003년 4월 25일 경기도의 유형문화재 제187호로 지정되었다.

## 개요
『계갑일록』은 조선 선조대의 문신이자 의병장인 추연(秋淵) 우성전(禹性傳, 1542~1593)이 기록한 일기이다. 관련문서로는 우성전 사후에 관직을 추증받은 교지 2점과 시호를 하사받은 교지 1점 그리고 사간원에서 발급한 우성전의 시호서경완의(諡號署經完議) 1점이 있다.
우성전의 본관은 단양(丹陽)이고, 자는 경선(景善)이며, 호는 추연(秋淵) 또는 연암(淵庵)이다. 예문관검열과 수찬(修撰) 등을 거쳐 수원현감을 지냈으며, 동인(東人)과 남인(南人)으로 활약하였다. 임진왜란이 일어나자 의병을 모집하고 난민을 구제하였으며 강화도에서 김천일(金千鎰)(1537~1593)과 합세해 전공을 세웠다. 권율(權慄, 1537~1599)이 수원 독성산성(禿城山城)에서 고양 행주산성에 이르자 의병을 지원한 공로로 대사성에 제수되었으며 사후 이조판서에 추증되었다. 시호는 문강(文康)이다.
『계갑일록』은 우성전이 1583년(선조16) 6월 1일부터 1584년 8월 30일까지 약 15개월 동안 관직에 있으면서 겪은 사실을 일기체 형식으로 기술한 책이다. 1583년 계미년(癸未年)과 1584년 갑신년(甲申年)의 앞 글자를 하나씩 따와 『계갑일록』이라 하였다. 이 시기 정국은 동인과 서인 간의 정치적 대립이 격화됨과 동시에 남인과 북인의 분당 조짐이 보이던 당시 상황을 가장 상세히 기술한 대표적인 자료로 평가된다. 원래 서명은 『추연일기(秋淵日記)』이나 개장하면서 『추연선생일기(秋淵先生日記)』로 바뀌었다. 일기의 말미에는 1600년 서애 류성룡(西厓 柳成龍, 1542~1607)이 지은 발문(跋文)과 달천 윤국형(達川 尹國馨, 1543~1611)의 「문소만록(聞韶漫錄)」 기사 그리고 성호 이익(星湖 李瀷, 1681~1763)의 후서(後序)가 첨부되어 있다.
교지 3점은 우성전을 이조참판에 추증하는 1788년(정조12) 4월의 교지와 이조판서에 추증하는 1791년 정월의 교지 그리고 1793년 12월 ‘문강(文康)’이라는 시호를 내린 교지이다. 이 밖에 1793년 12월 사간원(司諫院)에서 우성전에게 시호를 내려도 좋을지 그 자격을 심사하고 동의한 시호서경완의(諡號署經完議) 1점도 남아 있다.

## 지정 사유
계갑일록은 1583~1584에 쓰여진 일기로 주로 국왕과 동·서인물의 정치상황에 대한 관찰기록으로 당시 관료로서 특히 남인의 거두였던 수정전의 수기란 점에서 중요한 자료이다. 아울러 정조때 내려진 교지를 포함 지정한다.

## 참고 자료
- 계갑일록 및 관련문서 - 국가유산청 국가유산포털